# Matinee
Matinee (bra: Matinee - Uma Sessão Muito Louca, ou Matinê - Uma Sessão Muito Louca; prt: Pânico em Florida Beach) é um filme estadunidense de 1993, do gênero comédia dramática, dirigido por Joe Dante, escrito por Charles S. Haas e Jerico e estrelado por John Goodman.
O filme homenageia os filmes que marcaram a carreira de William Castle e seus efeitos inusitados, como dar um choque elétrico nas cadeiras do cinema.

## Sinopse
Diretor de filmes B de horror leva seu último trabalho à pequena Key West, cidade ao sul da Flórida, em plena crise dos mísseis de Cuba, quando a população estava em pânico com a possibilidade de um bombardeio nuclear vindo de Cuba. O filme chama-se Mant, que é um homem (man) que, por causa da radiação atômica, sofre uma terrível mutação genética e se transforma numa enorme formiga (ant).

## Elenco
- John Goodman - Lawrence Woolsey
- Cathy Moriarty - Ruth Corday / Carole
- Simon Fenton - Gene Loomis
- Omri Katz - Stan
- Lisa Jakub - Sandra
- Kellie Martin - Sherry
- Jesse Lee Soffer - Dennis Loomis
- Lucinda Jenney - Anne Loomis
- James Villemaire - Harvey Starkweather
- Robert Picardo - Howard, o gerente do cinema
- Jesse White - Sr. Spector
- Dick Miller - Herb Denning
- John Sayles - Bob
- David Clennon - Jack
- Lucy Butler - Rhonda
- Belinda Balaski - Mãe de Stan
- Naomi Watts - Starlet do carrinho de compras